# 中村醸造元
株式会社中村醸造元（なかむらじょうぞうもと）は、青森県南津軽郡藤崎町に本社を置くしょうゆ・つゆの醸造メーカー。

## 概要
代表商品はだし入りしょうゆの「昆布しょうゆ」である。
しかし、経営が悪化していたことから、2016年に同年7月13日に設立された株式会社ウチノへ全事業を譲渡することを決定し、ウチノは同年8月に中村醸造元（旧社）の事業を譲受したと同時に、商号を株式会社中村醸造元（新社）へ変更した。
新社への事業譲渡に、中村醸造元（旧社）はつがる管財株式会社へ、関連会社の株式会社中村醸造元ホールディングスはつがる管財管理株式会社へそれぞれ商号変更。2社は2016年8月30日に青森地方裁判所から破産手続開始決定を受けた。つがる管財管理は2017年4月4日に、つがる管財は2018年4月25日にそれぞれ法人格が消滅した。

## 所在地
- 本社・醤油工場・惣菜工場
  - 青森県南津軽郡藤崎町西豊田3-1-1